# 1180
1180 (MCLXXX) fue un año bisiesto comenzado en martes del calendario juliano.

## Acontecimientos
- Carta de Privilegios de la Comuna de Dreux
- Apertura Sinagoga Mayor de Toledo
- 12 de enero - Alfonso VIII concede el Fuero de Villasila y Villamelendro
- 8 de abril - Alfonso VIII concede el Fuero de Zorita de los Canes
- Fundación de San Sebastián por Sancho el Sabio.

## Nacimientos
- Berenguela de Castilla, reina de Castilla. Hija de los reyes Alfonso VIII de Castilla y Leonor de Plantagenet. Fue esposa de Alfonso IX de León y madre de Fernando III el Santo.
- Giovanni da Pian del Carpine, explorador.
- Pedro González Telmo, santo.

## Fallecimientos
- 24 de septiembre - Manuel I Comneno, emperador bizantino.
- 18 de septiembre - Luis VII de Francia, rey de Francia.
- 6 de febrero - Teresa Fernández de Traba, reina consorte de León por su matrimonio con el rey Fernando II de León.
- Estefanía Alfonso la Desdichada. Hija ilegítima de Alfonso VII el Emperador, rey de Castilla y León. Esposa de Fernando Rodríguez de Castro el Castellano
- Abraham ibn Daud, filósofo e historiador judío español.